# Rutherford (đơn vị)
Rutherford (ký hiệu là Rd) là đơn vị đo lượng phân rã phóng xạ trong hệ phi-SI và đã lỗi thời. Một rutherford được định nghĩa là hoạt tính của một lượng chất phóng xạ trong đó xảy ra một triệu hạt nhân phân rã mỗi giây. Do đó một rutherford tương đương với một megabecquerel, với 2,703 × 10−5 curie. Một becquerel bằng một microrutherford.
Đơn vị Rutherford được giới thiệu vào năm 1946 . Đơn vị được đặt tên theo nhà vật lí Anh / New Zealand Lord Ernest Rutherford, người đoạt giải Nobel năm 1908 , người đã là một nhà lãnh đạo đầu tiên trong nghiên cứu phân rã hạt nhân nguyên tử.
Sau khi becquerel được đưa ra năm 1975  là một đơn vị SI về hoạt tính phóng xạ thì rutherford trở nên lỗi thời, không còn được sử dụng rộng rãi nữa.